# Chomelia ecuadorensis
Chomelia ecuadorensis là một loài thực vật có hoa trong họ Thiến thảo. Loài này được (K.Schum. & K.Krause) Steyerm. mô tả khoa học đầu tiên năm 1967.